# Alopecosa obscura
Alopecosa obscura är en spindelart som beskrevs av Schmidt 1980. Alopecosa obscura ingår i släktet Alopecosa och familjen vargspindlar.
Artens utbredningsområde är Kanarieöarna. Inga underarter finns listade i Catalogue of Life.